# Castroviejo (La Rioja)
Castroviejo ist ein Ort und eine nordspanische Gemeinde (municipio) mit 56 Einwohnern (Stand: 2024) im Zentrum der Autonomen Gemeinschaft La Rioja. Die Gemeinde gehört zum Weinbaugebiet der Rioja Alta. 

## Lage und Klima
Castroviejo liegt etwa 25 Kilometer westsüdwestlich von Logroño in ca. 965 m Höhe. Regen (ca. 935 mm/Jahr) fällt – mit Ausnahme der Sommermonate – übers Jahr verteilt.

## Bevölkerungsentwicklung
| Jahr      | 1970 | 1981 | 1991 | 2001 | 2011 | 2021 |
| Einwohner | 110  | 45   | 47   | 54   | 63   | 46   |

Als Folge der Reblauskrise, der Mechanisierung der Landwirtschaft, der Aufgabe bäuerlicher Kleinbetriebe und des daraus resultierenden geringeren Arbeitskräftebedarfs ist die Einwohnerzahl des Orts seit der Mitte des 20. Jahrhunderts stetig gesunken.

## Sehenswürdigkeiten
- Ildefonsuskirche (Iglesia de San Ildefonso)
- Nunilo-und-Alodia-Kapelle

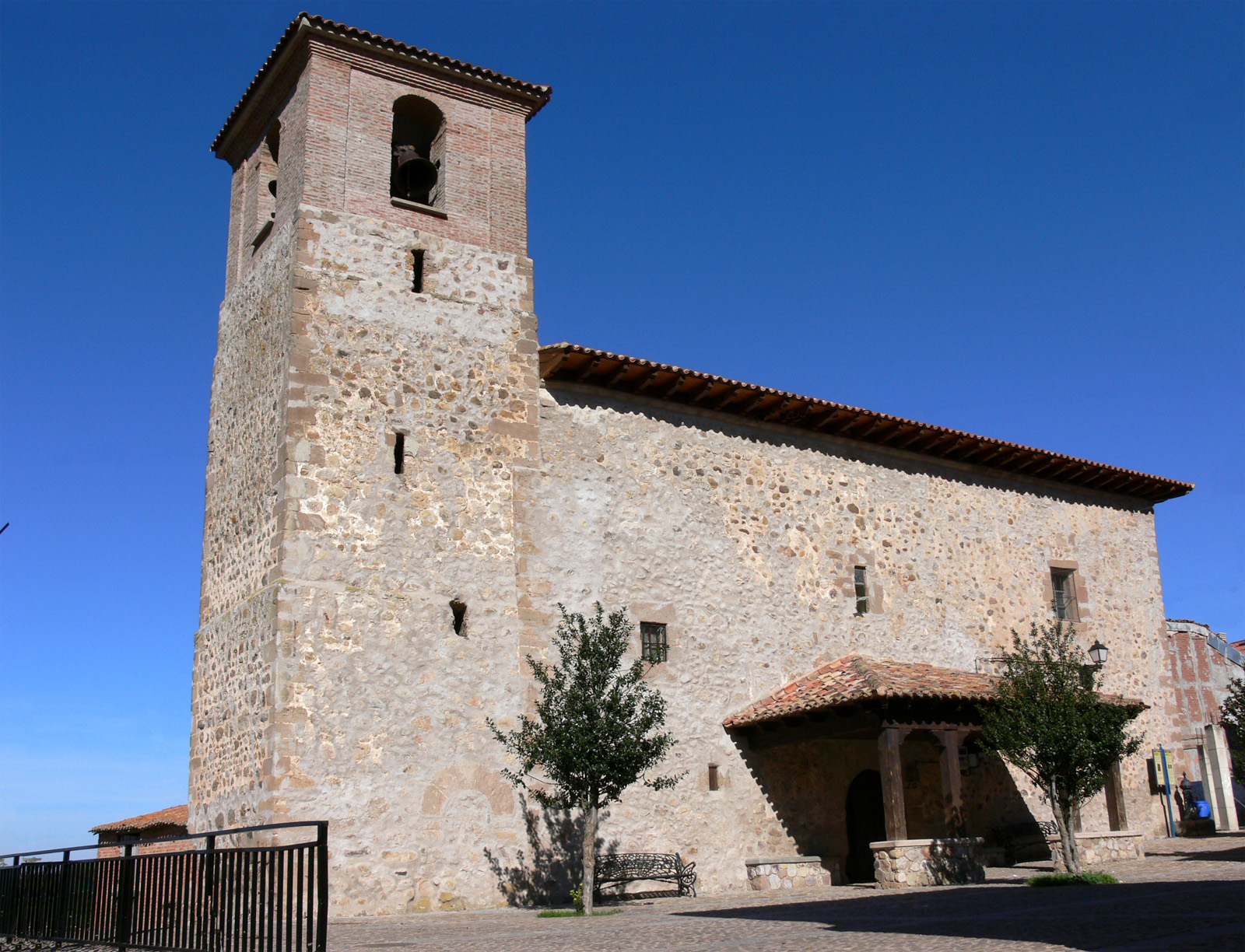
Ildefonsuskirche